# Birth of a New Age (пісня)
«Birth of a New Age» («Народження нового віку») — це пісня суринамського співака і композитора Жангю Макроя для Євробачення 2021 року в Роттердамі, Нідерланди.  Музичне відео було записано в Rijksmuseum.  У цій пісні Макрой закликає до стійкості та достовірності.   Пісня в основному написана англійською мовою, частково - мовою Sranan Tongo, мовою франка в Суринамі.

## Конкурс пісні Євробачення

### Внутрішній відбір
18 березня 2020 року, безпосередньо після скасування конкурсу «Євробачення-2020», національний мовник «AVROTROS» оголосив про свій намір знову провести «Євробачення-2021», а також про те, що Макрой буде утримуватися як представник країни на цій події. 

### На Євробаченні
Як приймаюча країна, Нідерланди автоматично кваліфікувались для участі у фіналі. Вона буде виконана під №23 у фіналі. 

## Чарти
| Chart (2021)              | Пікова позиція |
| ------------------------- | -------------- |
| Нідерланди (Dutch Top 40) | 37             |